# Carson Beckett

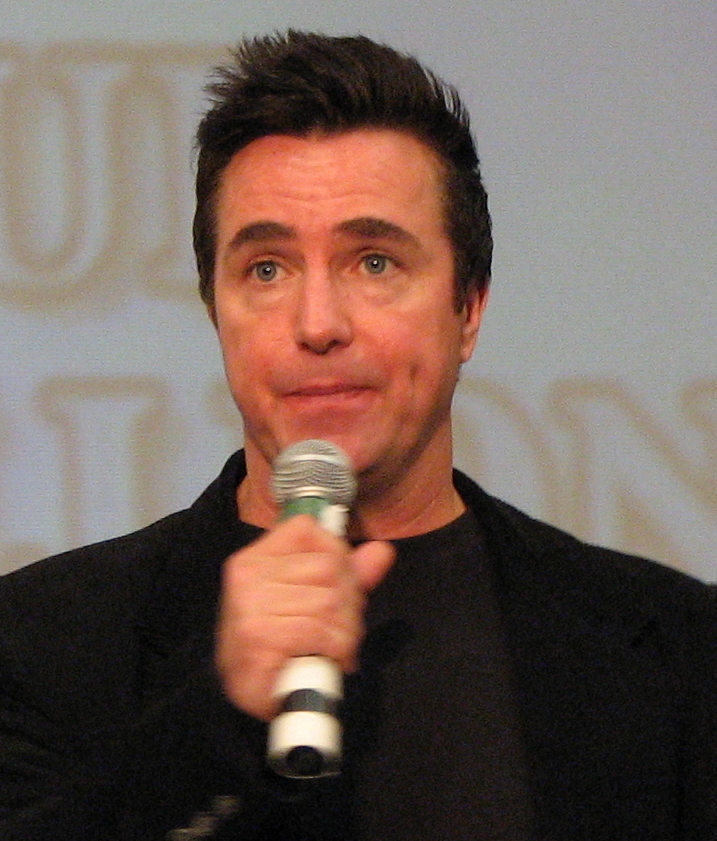
Paul McGillion, actor que interpreta a Dr. Carson Beckett en Stargate Atlantis

El Dr. Carson Beckett es el jefe médico en la expedición Atlantis. Es escocés, y muy simpático con cualquier persona, sea conocida como desconocida.
Beckett posee y ha descubierto el "gen de activación de tecnología Antigua" que permite que los seres humanos operen tecnología especializada en la base de Atlantis y alrededor del universo, pero no le gusta utilizarlo porque le asusta un poco la tecnología antigua.
Tampoco gusta de viajar a través del Stargate, considera una "maldita locura" ("bloody insanity") convertir el cuerpo humano en energía para enviarlo a millones de kilómetros a través de un agujero de gusano, sin embargo lo hace cuando es necesario.
Su pericia médica y el hecho de ser el descubridor y poseer el gen de los antiguos, determinaron que Elizabeth Weir lo reclutara para la expedición de Atlantis.
A pesar de ser solamente un personaje ocasional en la primera temporada, el Dr. Beckett se convirtió gradualmente en protagonista, al llegar a la segunda temporada.
El Dr. Beckett muere en el episodio Sunday de la 3ª temporada al intentar desechar de un modo seguro un tumor explosivo que había retirado de un paciente. Su cuerpo y sus objetos personales fueron enviados de nuevo a la Tierra, siendo el doctor Rodney McKay el encargado de comunicarle a su madre el fallecimiento.
Tras salir la 4º Temporada en Español, se ha podido comprobar que han hecho aparecer al Dr.Beckett, no como el original, sino como un clon creado por Michael (enemigo Wraith), utilizando la tecnología de clonación Wraith, pero con un problema genético que obliga a colocarlo en la cámara de estasis hasta que puedan encontrar la cura del deterioro genético que sufre y que podría llevarlo a la muerte. Una vez que resuelven el problema, reviven al Dr. Beckett y éste vuelve a la Tierra. Más adelante, vuelve a la Galaxia Pegasus para trabajar como médico en los planetas asolados por la toxina que él mismo se había visto forzado a desarrollar por Michael. Al final de la quinta temporada, él descubre que está infectado por la toxina y ello hace que cualquier Wraith que quiera alimentarse de él muera.